# 罗刹天
羅剎天，別名涅哩底，又作泥哩底王、禰哩底王，佛教神明，為居住在三十三天的羅剎之王，密宗八方天與十二天之一，為西南方的守護神。

## 概論
羅剎原為印度神話中的一種半神，在佛教傳說中，為佛教守護神。
佛教傳說中，天界羅剎為多聞天王眷屬。密宗有十二天，作為護法，羅剎天為其中之一。